# Aracnoides
La aracnoides es una de las tres  meninges  que protegen el cerebro, siendo la meninge  intermedia que protege al sistema nervioso central (encéfalo y médula espinal) y se caracteriza por contener abundantes redes capilares que se asemejan a la tela de una araña (a eso se debe su nombre). Se encuentra por debajo de la duramadre y se encarga de la distribución del líquido cefalorraquídeo (LCR), que corre en el espacio subaracnoideo, entre la piamadre y la aracnoides.
Está formado por una lámina externa homogénea, la aracnoides propiamente dicha, y una capa interna areolar, de grandes mallas, que constituye el espacio subaracnoideo, por donde circula el líquido cefalorraquídeo.
La lámina externa adhiere a la duramadre. La cavidad subaracnoidea es cilíndrica, rodea a la médula y a las raíces en toda la longitud del conducto vertebral, hasta el fondo del saco dural. Sus trabéculas adhieren a la piamadre, pero el líquido cefalorraquídeo circula libremente por el espacio correspondiente a las envolturas encefálicas. 
Es la meninge más delicada de las tres que protegen el sistema nervioso.